# Mirando Haz

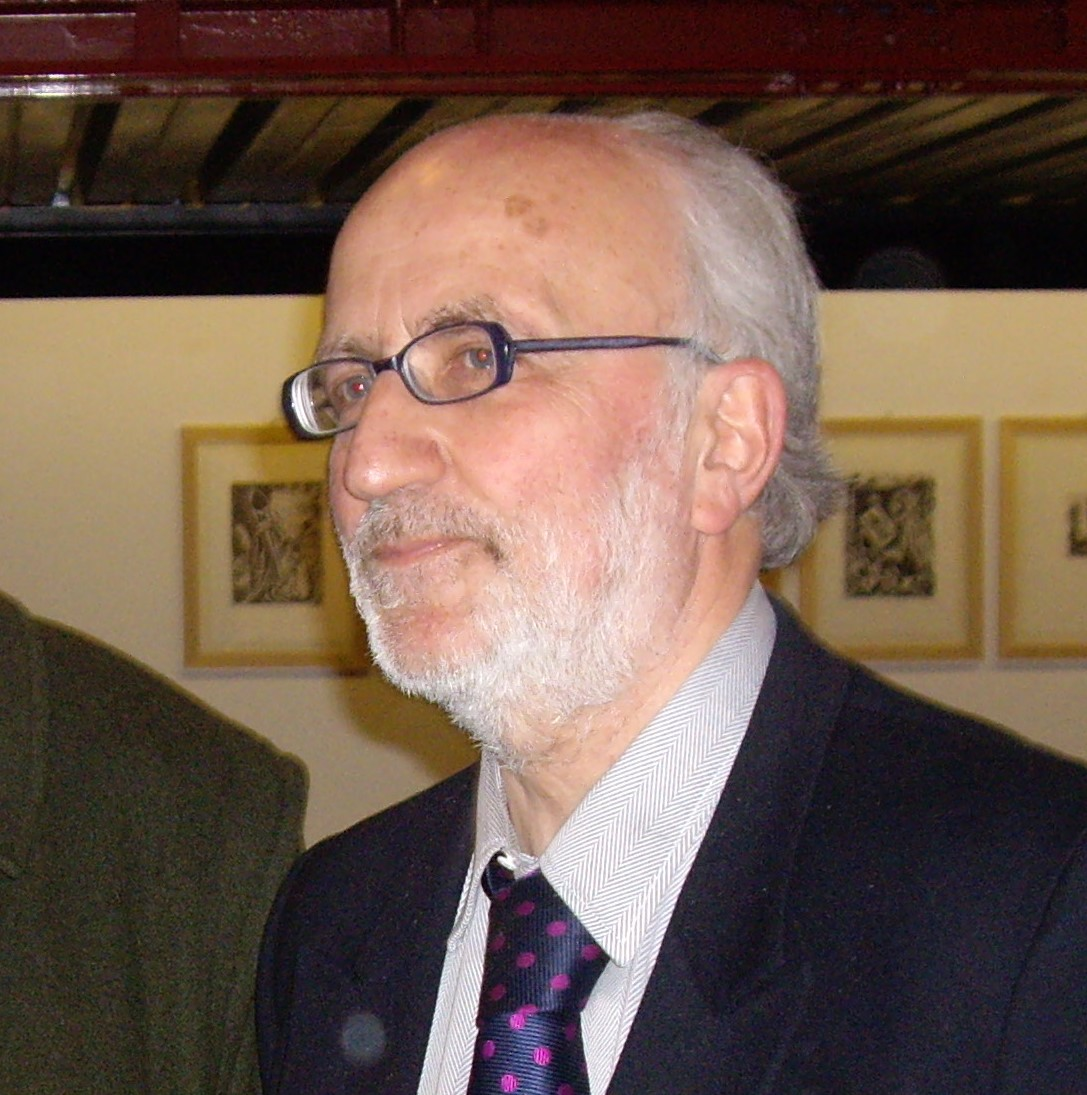
Mirando Haz nel 2007

Mirando Haz (nome d'arte di Amedeo Pieragostini; Bergamo, 19 dicembre 1937 – Bergamo, 25 luglio 2018) è stato un incisore, disegnatore e pittore italiano.

## Biografia

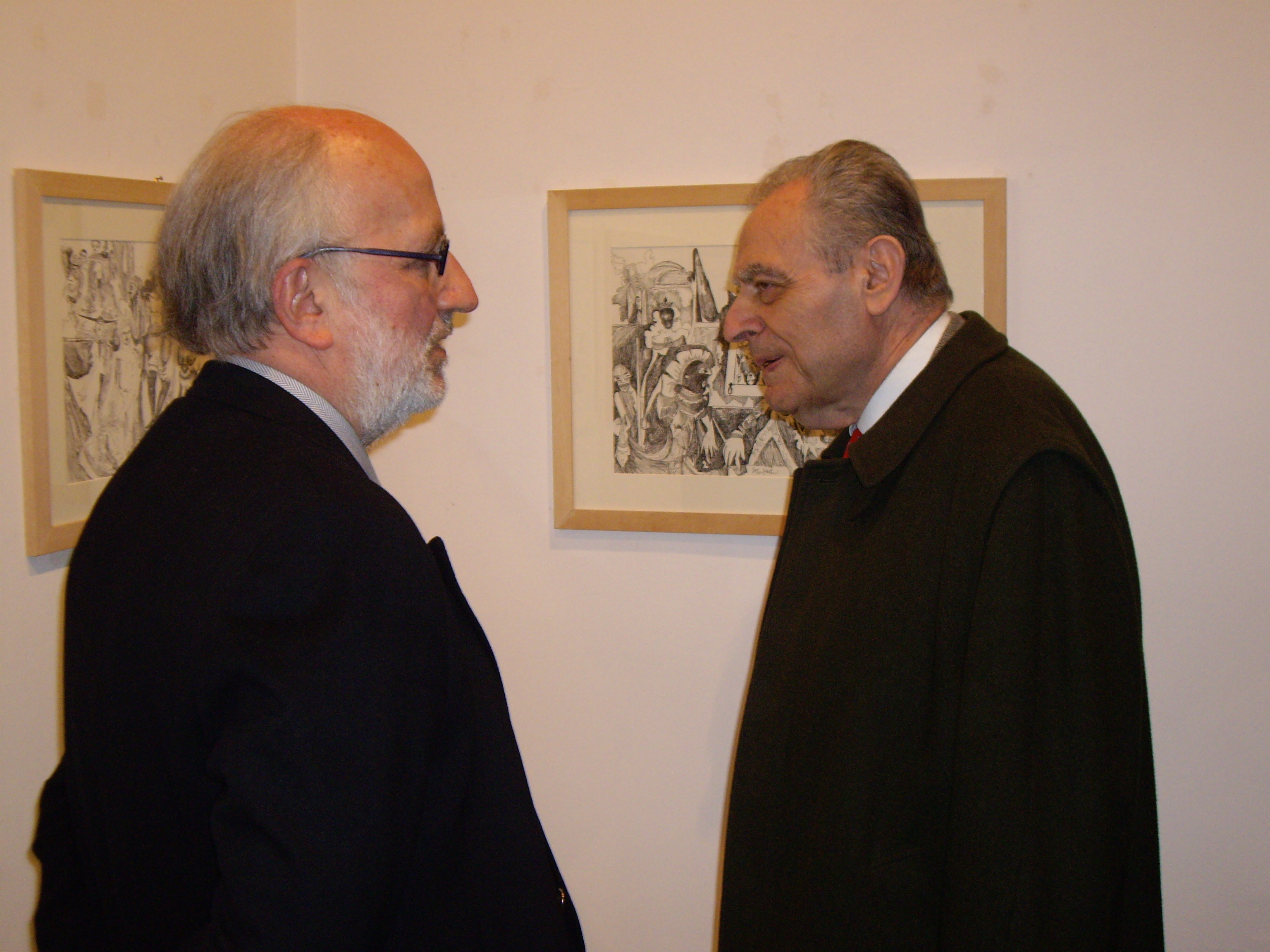
Mirando Haz e Cesare Segre alla galleria Nuages (MI) nel 2007

Mirando Haz nasce a Bergamo, discendente da antica famiglia di origini camerti e romane. Il padre, dott. Giovanni Pieragostini, fu medico pediatra, Presidente dell'Associazione Professionisti e Artisti e Presidente del Premio Bergamo di pittura (1939-1942). Compie studi classici e giuridici e segue corsi di incisione presso l'Accademia Carrara di Bergamo. Fin dall'adolescenza stringe un sodalizio con il maestro Alberto Vitali (1898-1974). Del maestro, Haz curerà il primo catalogo generale delle incisioni nel 1973 e sarà tra i promotori delle mostre a Palazzo della Ragione di Bergamo nel 1975 e nel 2014, quest'ultima con due cataloghi contenenti saggi di Carlo Bertelli, Massimo De Sabbata, Giorgio Fossaluzza, Maria Cristina Rodeschini.
Il percorso calcografico di Haz parte dal 1969 dopo una lunghissima serie di disegni a china. Nel 1973 è vincitore ex aequo con Francesco Casorati del premio Pernod per l'acquaforte e nel 1976 è pubblicato per i tipi di Scheiwiller il primo catalogo delle incisioni con saggi di Stefano Agosti, Alberto Castoldi, Franco Fornari e Cesare Segre. Partecipa a innumerevoli mostre personali nazionali e internazionali e nel 1980 è nominato Accademico effettivo degli incisori d'Italia (patron Marc Chagall). L'anno successivo la libreria antiquaria Prandi pubblica il secondo catalogo delle incisioni comprendente 650 esemplari. Nel 1989 è proposto per il premio Antonio Feltrinelli (sezione grafica) dell'Accademia dei Lincei da Giulio Carlo Argan, che nella presentazione evidenzia come

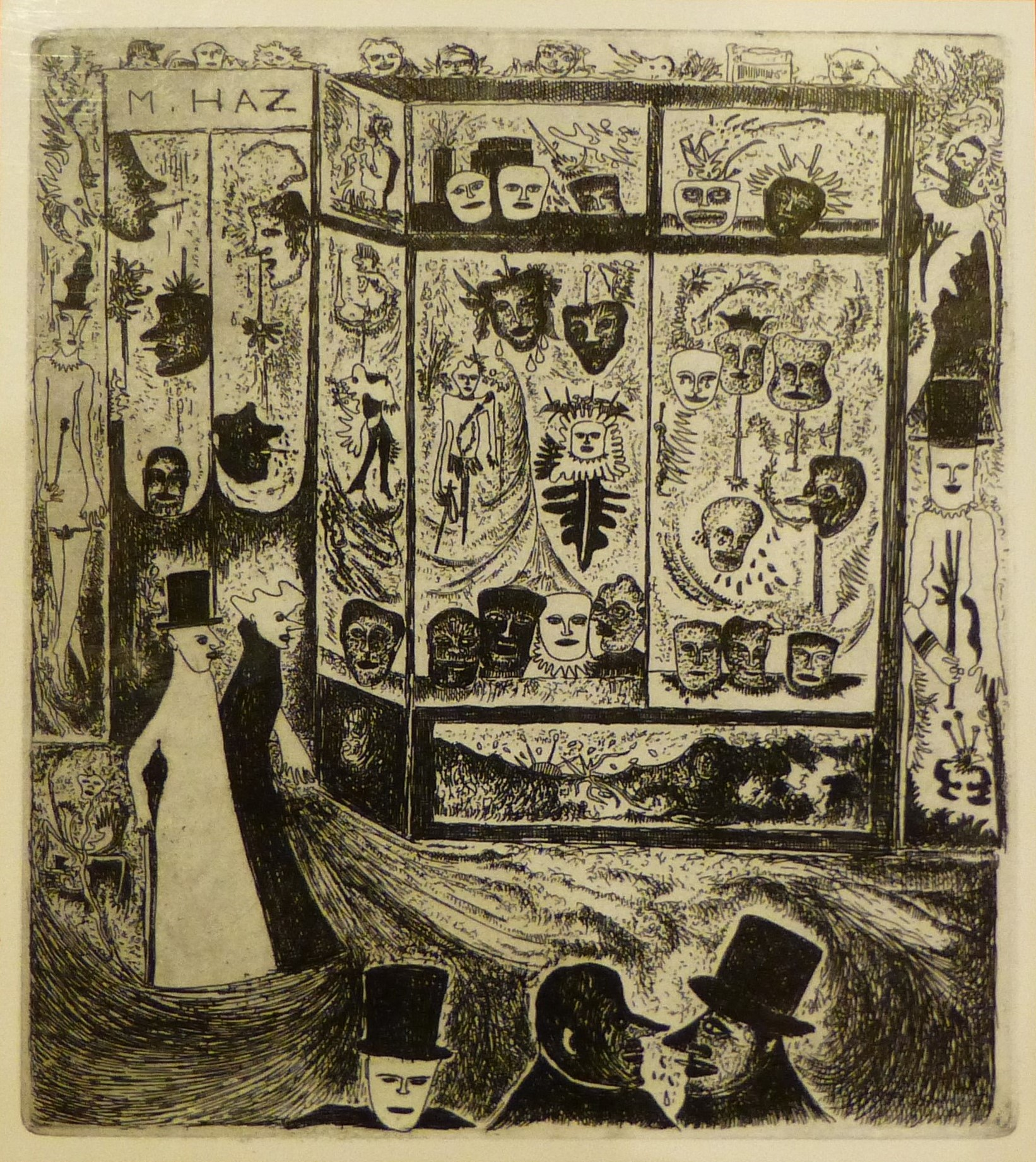
La bottega delle maschere, acquaforte su rame di Mirando Haz (1974)

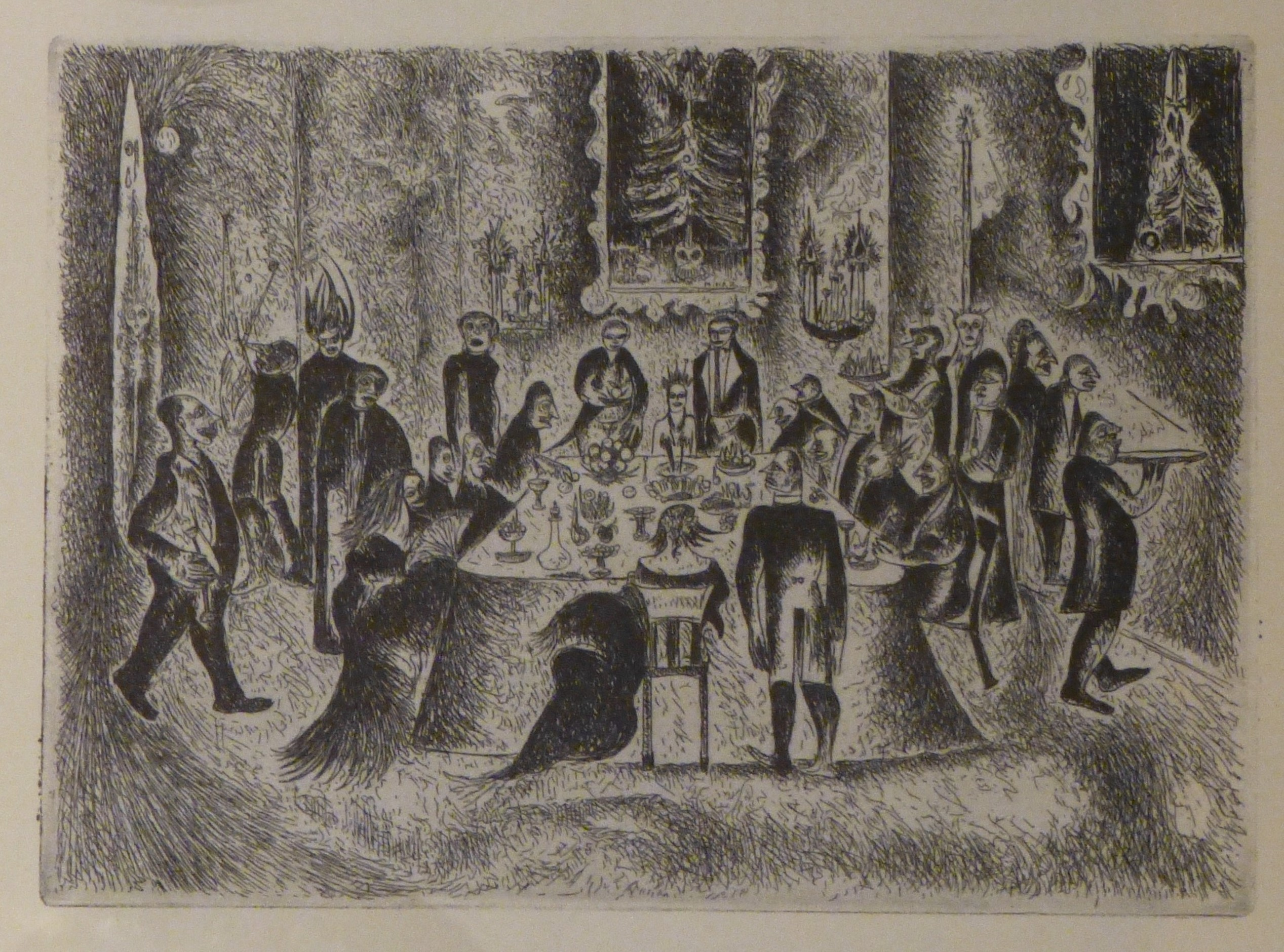
Dickens Christmas, acquaforte su rame di Mirando Haz (1979)

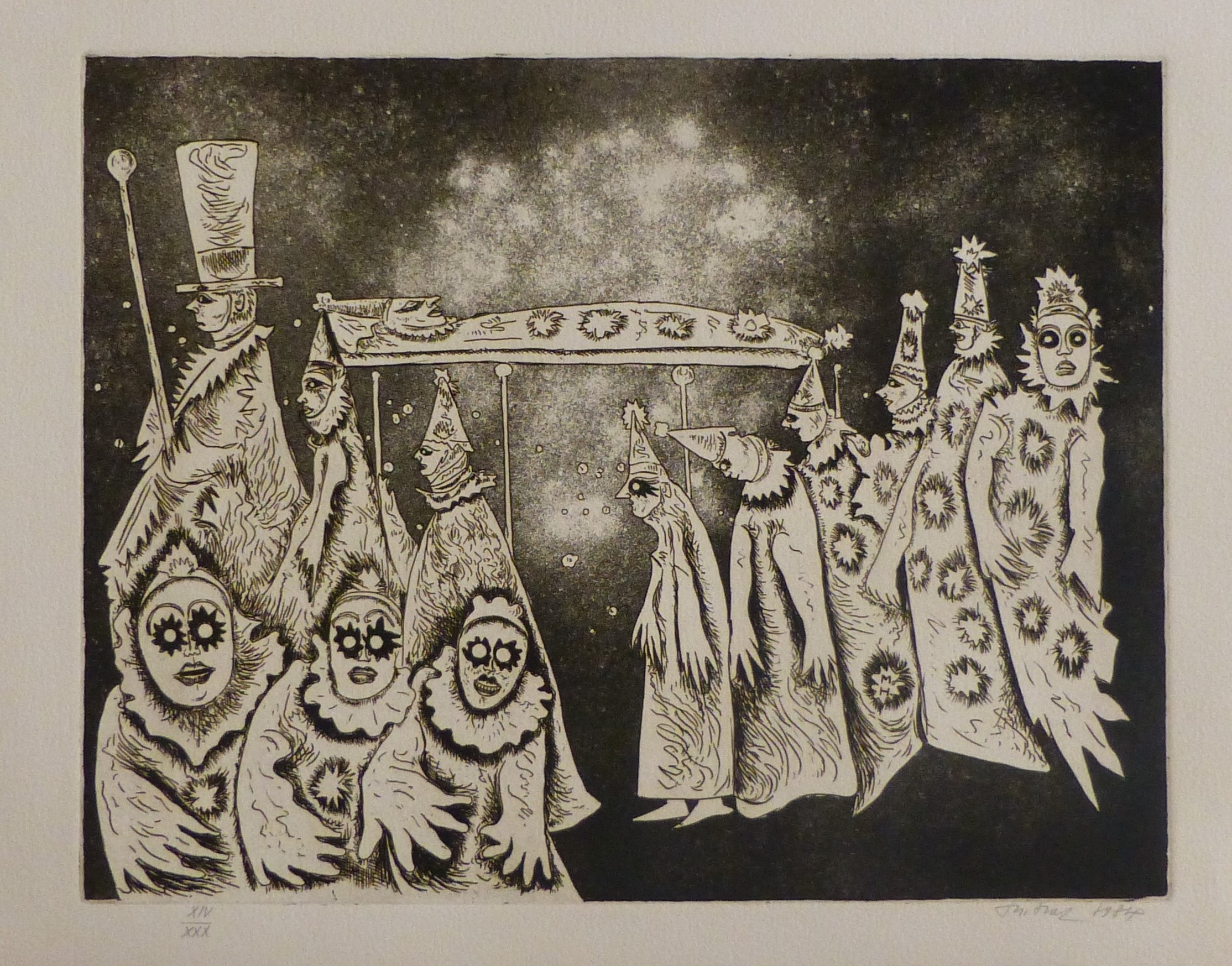
I funerali di Pierrot, acquaforte/acquatinta su zinco di Mirando Haz (1982)

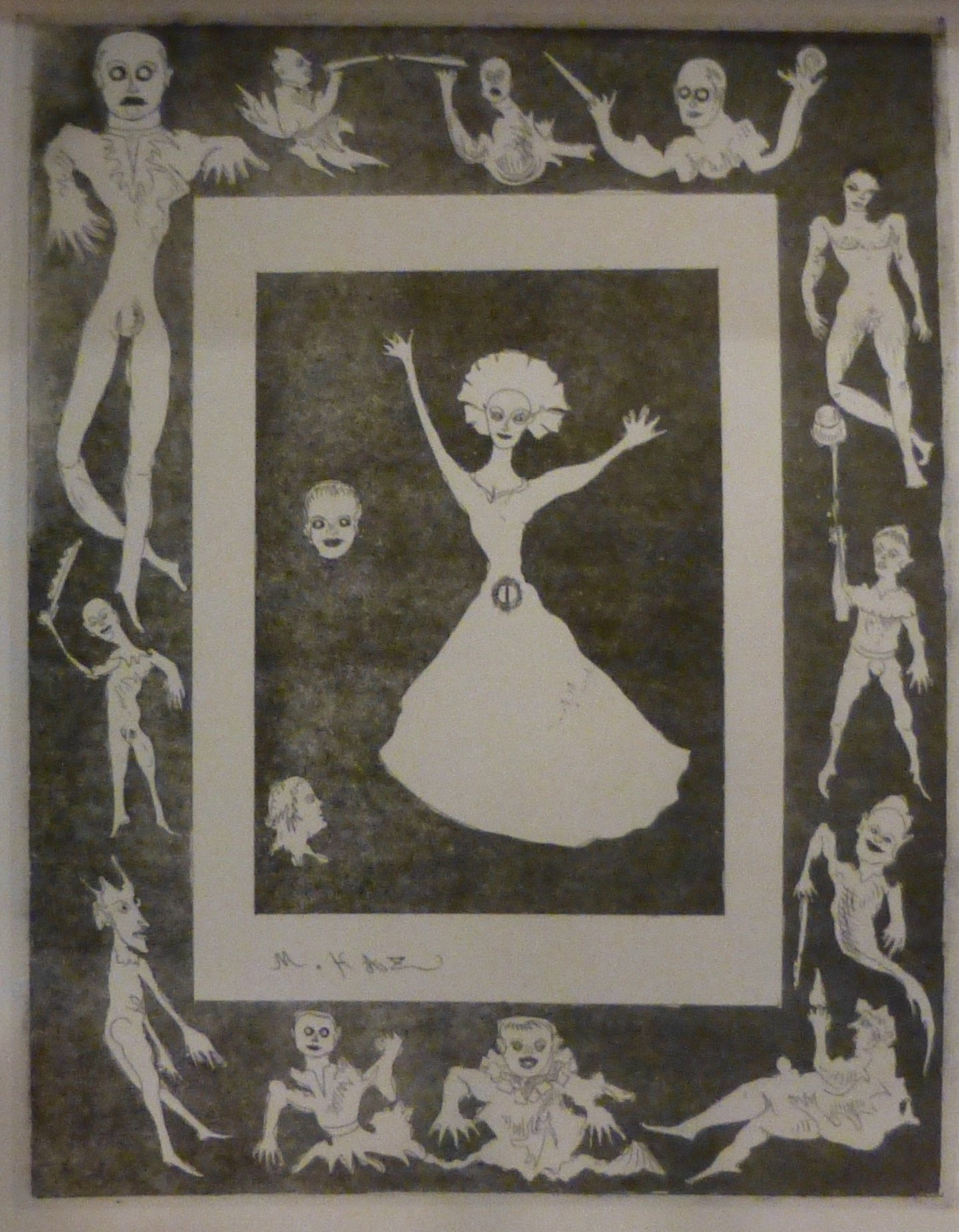
Giro di vite (da Henry James), acquaforte e acquatinta di Mirando Haz (1985)

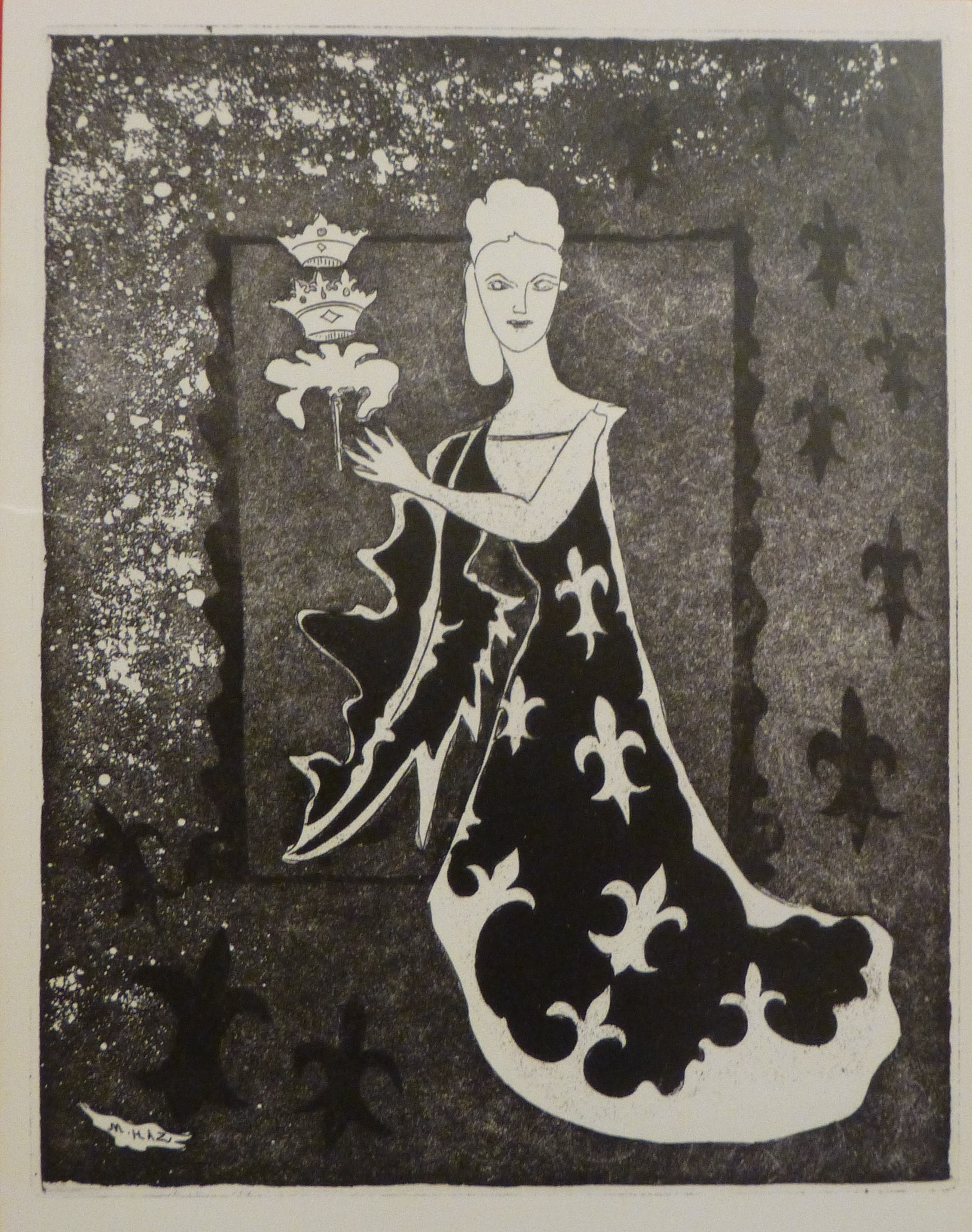
La duchessa di Guermantes (da Marcel Proust), acquaforte e acquatinta su zinco di Mirando Haz (1989)

Haz […] non raffigura o visualizza un racconto, ma lo interpreta traducendone il senso poetico nella qualità del segno grafico, nei ritmi compositivi e, quando si serve dell’acquatinta, nelle scelte cromatiche. Il suo obbiettivo è la relazione profonda tra testo letterario e testo figurativo, come per una reciproca complementarità e integrazione. […]
L’interesse di Haz per la grande letteratura lo porta a confrontarsi con Dickens, Andersen, Bang, Stevenson, Puskin, Thomas Mann e Henry James e a produrre cartelle su Strindberg (apprezzata da Ingmar Bergman, a cui fu donata dall'ambasciatore italiano in Svezia nel 1983), Proust e sul tema di Pierrot e delle maschere (con saggi di Guy Tosi, Jean-Louis Barrault e Luigi de Nardis). Tutte le cartelle sono edite da Vanni Scheiwiller. Nel 1992 è l'unico autore italiano invitato alla mostra “La Sirenetta” sugli illustratori di Andersen presso il Museo Andersen di Nyhavn-Copenaghen. Nel 1993 si discutono due tesi di laurea, una di Elena Agosti sull’opera incisa di Mirando Haz (Università di Milano) e una di Catia Pramazzoni sulla relazione tra Haz e Dickens (Univ. di Bologna), cui farà seguito la tesi di Luca Garuti (Univ. di Verona) nel 2009, dal titolo: L'immagine riflessa in The mistery of Edwin Drood.
L’attività di Mirando Haz gli vale tra l’altro l’inserimento nel dizionario Bénézit nel 1999, riconoscimento che si ripeterà per l'edizione inglese del 2006. Sempre nel 1999 esce presso Nuages il catalogo generale con l'elenco analitico di 1 500 incisioni a cura di Carlo Bertelli, corredato da una ricca antologia critica che include tra l’altro saggi di Stefano Agosti, Giulio Carlo Argan, Jean Louis Barrault, Carlo Bertelli, Marisa Bulgheroni, Alberto Capatti, Alberto Castoldi, Raffaele De Grada, Luigi De Nardis, Gillo Dorfles, Marco Fragonara, Valentina Poggi-Ghigi, Virtus Schade, Vanni Scheiwiller.
Tra le ultime mostre personali di Mirando Haz sono da ricordare quelle del 2005 a Camerino (catalogo a cura di Pier Luigi Falaschi) e del 2006 al museo di Palazzo Venezia a Roma, catalogo con prefazione di Claudio Strinati. Nel 2009 all'asta organizzata da Bukowskis a Stoccolma per la vendita della casa-museo di Ingmar Bergman sono vendute le cartelle di incisioni di Haz Per Strindberg e Per l'ottantesimo compleanno di Ingmar Bergman. Recenti riconoscimenti alla sua attività artistica giungono nel 2011 con l'inserimento nel Thieme-Becker e in occasione del bicentenario dickensiano del 2014, quando all'interno del libro The reception of Charles Dickens in Europe appare un contributo critico di Gilles Soubigou, Professore alla Sorbona, che include una sezione su Dickens' illustrations: France and other countries intitolata: Gustave Doré and Mirando Haz.
L'opera grafica di Mirando Haz include circa 2 000 incisioni su rame e zinco, eseguite con tecniche diverse (acquaforte, acquatinta, puntasecca) oltre a diverse migliaia di disegni a china e acquerelli. Riferimenti tematici possono essere individuati nell'opera di Hyeronimus Bosch, James Ensor, Henry de Groux, Alfred Kubin. Su Mirando Haz hanno scritto tra gli altri Giulio Carlo Argan, Carlo Bertelli, Ada Nisbet, Guido Almansi, Valentina Poggi Ghigi, Alberto Capatti, Gunnar Brahammar, Ermanno Comuzio, Alberto Beretta Anguissola, Umberto Pasti, Gillo Dorfles, Raffaele De Grada, Federico Zeri, Jean Louis Barrault, Andrea Valesini, Cesare Segre, Marisa Bulgheroni, Heinz Ladendorf, Virtus Schade, Ranieri Varese, Giovanni Bosco, Franco Fornari, Stefano Agosti, Marco Roncalli, Alberto Castoldi, Giacomo Boccanera, Giovanni Valagussa, Pietro Gibellini, Vanni Scheiwiller, Jean-Pierre Naugrette, Richard Dury, Rina Sara Virgillito, Giorgio Cerruti di Castiglione, Elena, Franco e Beppe Agosti, Enzo Bilardello, Marco Fragonara, Luigi de Nardis, Guy Tosi, Silvère Monod, David Paroissien, Vito Amoruso, Monica Amari, Marcello Staglieno, Giorgio Seveso, Vito Apuleo, Riccardo Barletta, Mauro Corradini, Clotilde e Marina De Stasio, Kenneth J Fielding, Iselin Gabrieli, Patrizia Foglia, Giancarlo Grossini, Bernhard Lammerz, Jitto Lollesgaard, Claudio Magris, Rosella Mamoli-Zorzi, Giorgio Mascherpa, Pierpaolo Mendogni, Anna Cambieri, Mario Nati, Lino Lazzari, Paolo Romani, Silvio Riolfo Marengo, Emanuele Roncalli, Carlo Rizzi, Lucio Scardino, Alberico Sala, Nicola Signorile, Charles Speroni, Luisa Mazzola, Luigi Tallarico, Franco Toni, Tone Wikborg, Ursula Voss, Giancarlo Vigorelli, Francesco Vincitorio, Luigi Veronelli, Herbert Schero, Michela Avi, Giuseppe de Rosa, Pier Luigi Falaschi, Achille Ribechi, Vincenzo Guercio, Giulio Brotti, Edgarda Ferri e Mario Perniola.
Opere di Haz sono presenti presso l'Istituto nazionale per la grafica (ex Calcografia nazionale) di Roma, la Raccolta Bertarelli del Castello sforzesco di Milano, il Gabinetto dei disegni e stampe del Museo degli Uffizi di Firenze, il Museo Dickens di Londra, il Museo Andersen di Odense, la Biblioteca Angelo Maj di Bergamo, la Bibliothèque nationale et cabinet des estampes di Parigi, la Bibliothèque Royale di Bruxelles, il Gabinetto delle stampe di Palazzo Albani, Urbino,  l'Accademia Carrara di Bergamo, e altre sedi. La bibliografia essenziale è presso il Kunsthistorisches Institut di Firenze.

## Principali mostre personali
- 1976: Bergamo, Centro culturale S. Bartolomeo – Milano, Galleria Transart
- 1978: Copenaghen, Istituto italiano di cultura
- 1979: Odense, Andersen's Hus – Amburgo, Istituto italiano di cultura – Stoccolma, Istituto italiano di cultura – Oslo, Museo Vigeland
- 1980: Colonia, Istituto italiano di cultura – Oslo, Graffiti gallery
- 1981: Bucarest, Istituto italiano di cultura
- 1982: Melbourne, Elm tree house – Milano, Biblioteca comunale di Palazzo Sormani, Mostra antologica (1969-1982)
- 1983: Lund, Arkiv för Dekorativ Konst – Stoccolma, Strindbergmuseet – Londra, Dickens house museum
- 1984: Parigi, Maison Internationale du théatre (Théatre du rond-point), Mirando Haz: Pierrot et les masques
- 1985: Duisburg, Galerie Fruhling – Milano, Galleria Nuages
- 1986: Melbourne, University gallery
- 1988: Roma, Galleria Incontro d'arte – Ferrara, Biblioteca ariostea, Voci graffianti
- 1992: Duisburg, Galerie Fruhling – Osimo (AN), Centro culturale S. Silvestro, Mostra antologica (1969-1992)
- 1993: Bergamo, Biblioteca comunale A. Maj, Mostra antologica (1969-1992) – Urbino, Palazzo Albani
- 1996: Milano, Galleria Nuages – Padova, Palazzo de' Buzzaccarini (centro studi d'arte e storia Ieri Attualità), Settanta acquetinte per la Recherche di Marcel Proust
- 1998: Gargnano del Garda (BS), Palazzo Feltrinelli, A three-day symposium Mirando Haz's etchings
- 2002: Gargnano del Garda (BS), Palazzo Feltrinelli, Dr. Jekyll, Mr. Hyde & Co: 40 etchings by Mirando Haz
- 2005: Camerino (MC), Pinacoteca Civica di Camerino (Convento di S. Domenico), Mirando Haz da Andersen a Proust – Colonia, Istituto italiano di cultura, Hans Christian Andersen
- 2006: Roma, Palazzo Venezia, Mirando Haz, l'opera incisa da Andersen a Proust
- 2007: Milano, Galleria Nuages, La donna di picche
- 2009: Verona, Biblioteca Frinzi
- 2012: Bergamo, Archivio di Stato (convegno su Dickens con V. Poggi-Ghigi, A. Vescovi e D. Bonifaccio)

## Principali mostre collettive
- 1950: Roma, Palazzo Venezia, Mostra internazionale del disegno infantile
- 1974: Varese, Galleria Cardazzo-La Piazza, Premio Pernod per la grafica
- 1977: Lubiana, Galleria d'arte moderna, Cento grafici italiani in Jugoslavia – Venezia, Biennale d'arte, L'ambiente come sociale
- 1978: Givet, Biennale internationale de la gravure
- 1982: Charleville-Meziére, Musée Rimbaud, Triennale de la gravure des Ardennes
- 1983: Cittadella (PD), IV biennale dell'incisione italiana – Milano, Museo di Milano, Scheiwiller a Milano (1925-83)
- 1991: Milano, Galleria Nuages, Gli amici di Nuages – Roma, Biblioteca Nazionale Centrale, G. G. Belli
- 1992: Bruxelles, Cabinet des Estampes, Bibliothèque Royal, Dons – Copenaghen, Museo Andersen, Den Lille Havfrue (la sirenetta) – Parigi, Cabinet des Estampes de la Bibliothèque Nationale de Paris, De Bonnard a Baselitz, chefs d'oeuvre de l'estampe du XX siècle
- 1996: Oderzo (TV), Biennale internazionale d'incisione Alberto Martini – Padova, Palazzo de' Buzzaccarini, Il labirinto
- 2003: Milano, VII triennale dell'incisione
- 2004: Milano, Castello Sforzesco, Premio Sciascia
- 2010: Cremona, Museo civico Ala Ponzone, Maestri dell'incisione italiana contemporanea
- 2011: Katowice, Museo della Slesia, Incisione italiana contemporanea, donazione al museo della Slesia
- 2015: Milano, Palazzo della Triennale e Bergamo, Monastero di Astino, Luigi Veronelli, camminare la terra
- 2016: Bagnacavallo (RA), Museo civico delle Cappuccine e Ravenna, Palazzo Rasponi, Biennale di Incisione